# Чекан, Иеремия Фёдорович
Иеремия Федорович Чекан (рум. Ieremia Teodor Cecan; 31 мая 1867 — 27 июня 1941) — православный священник, журналист и политик из Бессарабии.
Во времена Российской империи выступал против насильственной русификации Бессарабии, за сохранение языковой автономии, одновременно сохраняя лояльность России, выступая против румынского национализма и будучи членом Союза русского народа, крайне правой монархической организации. Боролся за сохранение молдавской самобытности.
Выступая против румынской оккупации Бессарабии в 1918 году, бежал в Одессу, где был мобилизован в Красную армию.
При отступлении Красной Армии укрылся в Бессарабии, которая стала частью Румынии, где в 1920 году снова начал служить в качестве священника. При этом у него возникло недопонимание с Румынской православной церковью, поскольку он служил на русском и церковнославянском языке.
В 1933 году, после ухода со службы в церковном клире, стал поклонником нацизма и возглавил региональное отделение Национал-социалистической партии Румынии, одновременно был членом легионерского движения.
В последний период жизни, особенно после присоединения Бессарабии к СССР, пытался выступить в роли критика фашизма и румынского национализма, однако был арестован и расстрелян в Тирасполе.